# Eisschnelllauf-Mehrkampfweltmeisterschaft 2016

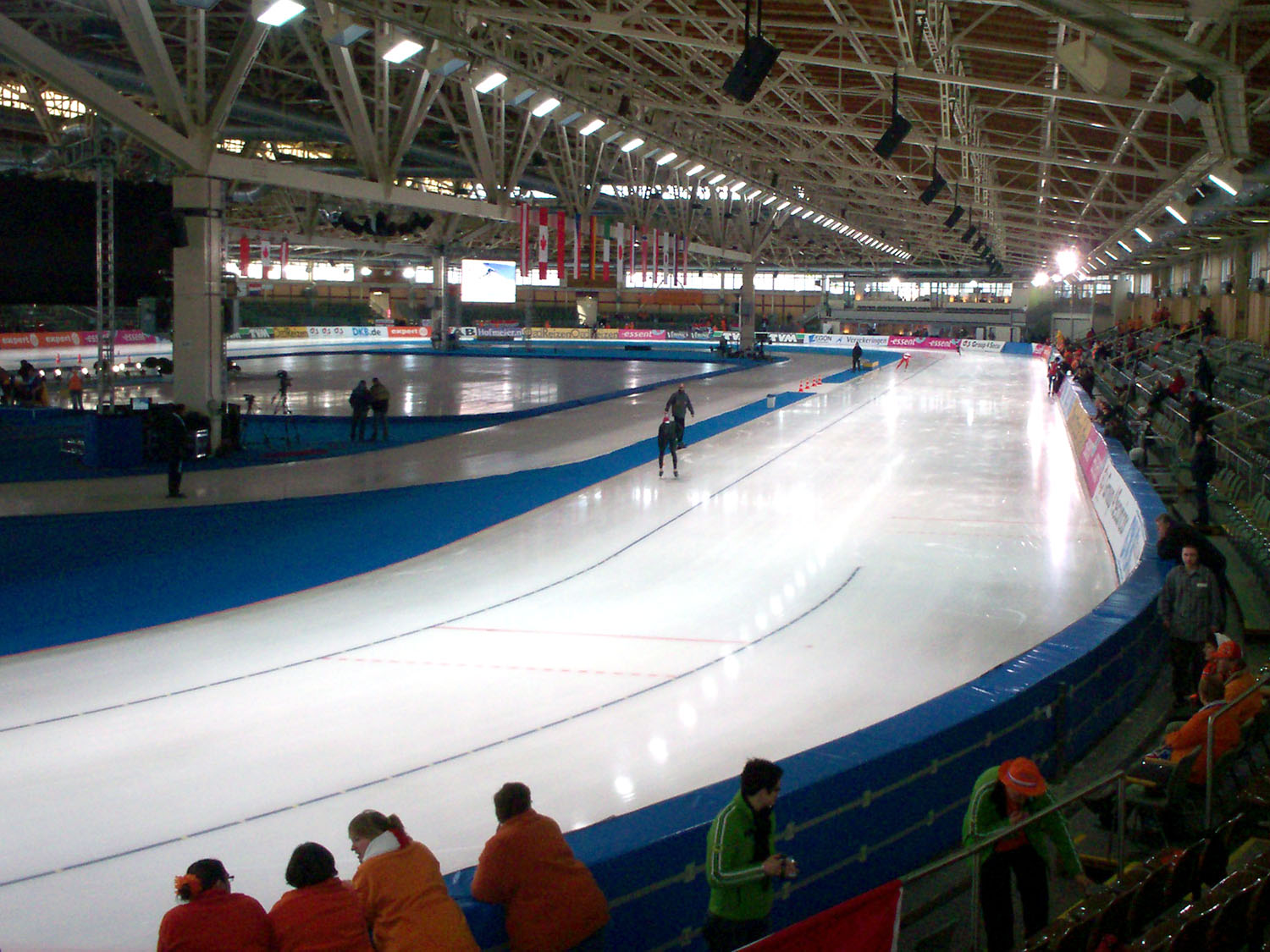
Der Austragungsort: das Sportforum Hohenschönhausen

Die 110. Mehrkampfweltmeisterschaft (74. der Frauen) fand vom 5. bis 6. März 2016 in Berlin statt. Die Wettbewerbe wurden im Sportforum Hohenschönhausen ausgetragen.
Bei den Frauen siegte, erneut nach 2015, die Tschechin Martina Sáblíková. Die deutschen Teilnehmerinnen Claudia Pechstein und Roxanne Dufter konnten sich nicht für den abschließenden Lauf über 5000 Meter qualifizieren.
Der Niederländer Sven Kramer konnte sich bei den Männern zum achten Mal den Titel sichern. Patrick Beckert aus Deutschland erreichte den 7. Platz, Moritz Geisreiter wurde 22.

## Teilnehmende Nationen
- 48 Athleten, 24 Frauen und 24 Männer, nahmen an der Weltmeisterschaft teil.[1] Insgesamt waren 15 Nationen vertreten.

| Belgien Volksrepublik China Deutschland Frankreich Italien | Japan Kanada Lettland Niederlande Norwegen | Polen Russland Tschechien Vereinigte Staaten Belarus |

## Wettbewerb
Bei der Mehrkampfweltmeisterschaft geht es über jeweils vier Distanzen. Die Frauen laufen 500, 3000, 1500 und 5000 Meter und die Männer 500, 5000, 1500 und 10.000 Meter.

### Frauen

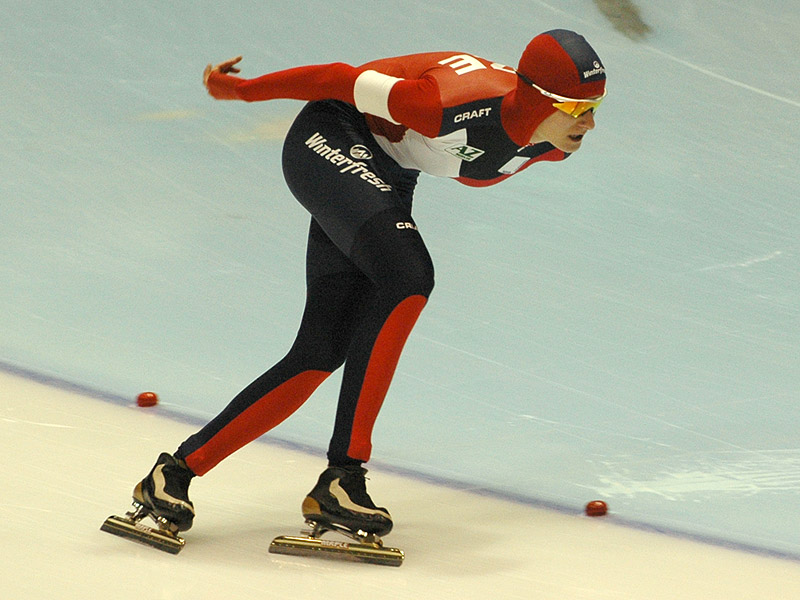
Mehrkampf-Weltmeisterin Martina Sáblíková

#### Endstand Kleiner-Vierkampf
- Zeigt die acht erfolgreichsten Sportlerinnen der Mehrkampf-WM (Finalteilnahme über 5000 Meter)
- Die Zahl in Klammern gibt die Platzierung je Einzelstrecke an, fett gedruckt die jeweils Schnellste.

| 01 | Martina Sáblíková  | 39,62 s (7)  | 3:58,11 min (1)  | 1:55,44 min (2)  | 6:52,57 min (1) | 159,042 |  |  |  |  |
| 02 | Ireen Wüst         | 39,41 s (4)  | 3:59,43 min (2)  | 1:54,83 min (1)  | 7:01,41 min (2) | 159,732 |  |  |  |  |
| 03 | Antoinette de Jong | 39,44 s (5)  | 4:02,88 min (3)  | 1:57,17 min (4)  | 7:04,04 min (3) | 161,380 |  |  |  |  |
| 04 | Linda de Vries     | 39,84 s (9)  | 4:05,61 min (5)  | 1:57,04 min (3)  | 7:06,79 min (4) | 162,467 |  |  |  |  |
| 05 | Misaki Oshigiri    | 38,95 s (2)  | 4:07,82 min (6)  | 1:57,55 min (6)  | 7:13,01 min (6) | 162,737 |  |  |  |  |
| 06 | Miho Takagi        | 38,93 s (1)  | 4:07,82 min (5)  | 1:58,53 min (10) | 7:18,61 min (8) | 163,807 |  |  |  |  |
| 07 | Natalja Woronina   | 40,05 s (14) | 4:04,98 min (4)  | 2:00,32 min (16) | 7:08,54 min (5) | 163,840 |  |  |  |  |
| 08 | Ayaka Kikuchi      | 39,34 s (3)  | 4:10,75 min (12) | 1:58,31 min (9)  | 7:18,12 min (7) | 164,379 |  |  |  |  |
|    |                    |              |                  |                  |                 |         |  |  |  |  |
| 13 | Claudia Pechstein  | 40,54 s (20) | 4:08,01 min (7)  | 1:59,69 min (13) | DNS             | 121,771 |  |  |  |  |
| 17 | Roxanne Dufter     | 40,26 s (17) | 4:15,39 min (19) | 1:59,90 min (14) | DNS             | 122,791 |  |  |  |  |

#### 500 Meter
| Platz | Name               | Land        | Zeit    | Punkte |
| ----- | ------------------ | ----------- | ------- | ------ |
| 01    | Miho Takagi        | Japan       | 38,93 s | 38,930 |
| 02    | Misaki Oshigiri    | Japan       | 38,95 s | 38,950 |
| 03    | Ayaka Kikuchi      | Japan       | 39,34 s | 39,340 |
| 04    | Ireen Wüst         | Niederlande | 39,41 s | 39,410 |
| 05    | Antoinette de Jong | Niederlande | 39,44 s | 39,440 |
| 06    | Julija Skokowa     | Russland    | 39,59 s | 39,590 |
| 07    | Martina Sáblíková  | Tschechien  | 39,62 s | 39,620 |
| 08    | Ida Njåtun         | Norwegen    | 39,73 s | 39,730 |
| 09    | Linda de Vries     | Niederlande | 39,84 s | 39,840 |
| 10    | Ivanie Blondin     | Kanada      | 39,86 s | 39,860 |
|       |                    |             |         |        |
| 17    | Roxanne Dufter     | Deutschland | 40,26 s | 40,260 |
| 20    | Claudia Pechstein  | Deutschland | 40,54 s | 40,540 |

#### 3000 Meter
| Platz | Name               | Land        | Zeit        | Punkte |
| ----- | ------------------ | ----------- | ----------- | ------ |
| 01    | Martina Sáblíková  | Tschechien  | 3:58,11 min | 39,685 |
| 02    | Ireen Wüst         | Niederlande | 3:59,43 min | 39,905 |
| 03    | Antoinette de Jong | Niederlande | 4:02,88 min | 40,480 |
| 04    | Natalja Woronina   | Russland    | 4:04,98 min | 40,830 |
| 05    | Linda de Vries     | Niederlande | 4:05,61 min | 40,935 |
| 06    | Misaki Oshigiri    | Japan       | 4:07,82 min | 41,303 |
| 07    | Claudia Pechstein  | Deutschland | 4:08,01 min | 41,335 |
| 08    | Olga Graf          | Russland    | 4:08,19 min | 41,365 |
| 09    | Ida Njåtun         | Norwegen    | 4:08,79 min | 41,465 |
| 10    | Miho Takagi        | Japan       | 4:09,04 min | 41,506 |
|       |                    |             |             |        |
| 19    | Roxanne Dufter     | Deutschland | 4:15,39 min | 42,565 |

#### 1500 Meter
| Platz | Name               | Land        | Zeit        | Punkte |
| ----- | ------------------ | ----------- | ----------- | ------ |
| 01    | Ireen Wüst         | Niederlande | 1:54,83 min | 38,276 |
| 02    | Martina Sáblíková  | Tschechien  | 1:55,44 min | 38,480 |
| 03    | Linda de Vries     | Niederlande | 1:57,04 min | 39,013 |
| 04    | Antoinette de Jong | Niederlande | 1:57,17 min | 39,056 |
| 05    | Olga Graf          | Russland    | 1:57,28 min | 39,093 |
| 06    | Misaki Oshigiri    | Japan       | 1:57,55 min | 39,183 |
| 07    | Julija Skokowa     | Russland    | 1:57,93 min | 39,310 |
| 08    | Ida Njåtun         | Norwegen    | 1:58,22 min | 39,406 |
| 09    | Ayaka Kikuchi      | Japan       | 1:58,31 min | 39,436 |
| 10    | Miho Takagi        | Japan       | 1:58,53 min | 39,510 |
|       |                    |             |             |        |
| 13    | Claudia Pechstein  | Deutschland | 1:59,69 min | 39,896 |
| 14    | Roxanne Dufter     | Deutschland | 1:59,90 min | 39,966 |

#### 5000 Meter
| Platz | Name               | Land        | Zeit        | Punkte |
| ----- | ------------------ | ----------- | ----------- | ------ |
| 01    | Martina Sáblíková  | Tschechien  | 6:52,57 min | 41,257 |
| 02    | Ireen Wüst         | Niederlande | 7:01,41 min | 42,141 |
| 03    | Antoinette de Jong | Niederlande | 7:04,04 min | 42,404 |
| 04    | Linda de Vries     | Niederlande | 7:06,79 min | 42,679 |
| 05    | Natalja Woronina   | Russland    | 7:08,54 min | 42,854 |
| 06    | Misaki Oshigiri    | Japan       | 7:13,01 min | 43,301 |
| 07    | Ayaka Kikuchi      | Japan       | 7:18,12 min | 43,812 |
| 08    | Miho Takagi        | Japan       | 7:18,61 min | 43,861 |

### Männer

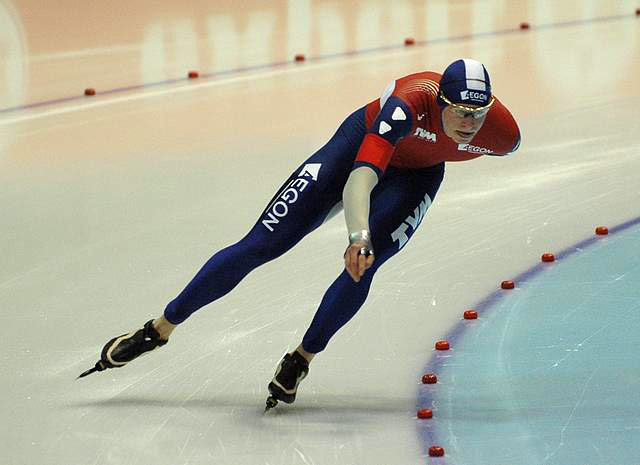
Mehrkampf-Weltmeister Sven Kramer

#### Endstand Großer-Vierkampf
- Zeigt die acht erfolgreichsten Sportler der Mehrkampf-WM (Finalteilnahme über 10.000 Meter)
- Die Zahl in Klammern gibt die Platzierung je Einzelstrecke an, fett gedruckt der jeweils Schnellste.

| 01 | Sven Kramer           | 36,54 s (9)  | 6:14,13 min (1)  | 1:47,05 min (3)  | 13:07,19 min (1) | 148,995 |  |  |  |  |
| 02 | Sverre Lunde Pedersen | 36,79 s (12) | 6:16,89 min (2)  | 1:46,24 min (1)  | 13:11,83 min (3) | 149,483 |  |  |  |  |
| 03 | Jan Blokhuijsen       | 36,46 s (6)  | 6:17,80 min (3)  | 1:47,66 min (6)  | 13:10,92 min (2) | 149,672 |  |  |  |  |
| 04 | Håvard Bøkko          | 36,18 s (2)  | 6:27,97 min (8)  | 1:47,93 min (10) | 13:19,25 min (4) | 150,915 |  |  |  |  |
| 05 | Ted-Jan Bloemen       | 37,68 s (21) | 6:19,84 min (4)  | 1:48,64 min (13) | 13:21,91 min (5) | 151,972 |  |  |  |  |
| 06 | Andrea Giovannini     | 36,79 s (12) | 6:25,70 min (7)  | 1:48,76 min (15) | 13:32,05 min (7) | 152,215 |  |  |  |  |
| 07 | Patrick Beckert       | 38,13 s (23) | 6:21,35 min (5)  | 1:49,38 min (19) | 13:27,15 min (6) | 153,083 |  |  |  |  |
| 08 | Konrad Niedźwiedzki   | 36,24 s (3)  | 6:35,87 min (14) | 1:46,84 min (2)  | 14:11,76 min (8) | 154,028 |  |  |  |  |
|    |                       |              |                  |                  |                  |         |  |  |  |  |
| 22 | Moritz Geisreiter     | 38,57 s (24) | 6:35,01 min (13) | 1:52,05 min (23) | DNS              | 115,421 |  |  |  |  |

#### 500 Meter
| Platz | Name                 | Land                | Zeit    | Punkte |
| ----- | -------------------- | ------------------- | ------- | ------ |
| 01    | Denis Juskow         | Russland            | 35,84 s | 35,840 |
| 02    | Håvard Bøkko         | Norwegen            | 36,18 s | 36,180 |
| 03    | Konrad Niedźwiedzki  | Polen               | 36,24 s | 36,240 |
| 04    | Haralds Silovs       | Lettland            | 36,31 s | 36,310 |
| 05    | Simen Spieler Nilsen | Norwegen            | 36,44 s | 36,440 |
| 06    | Jan Blokhuijsen      | Niederlande         | 36,46 s | 36,460 |
| 07    | Shota Nakamura       | Japan               | 36,49 s | 36,490 |
| 08    | Liu Yiming           | Volksrepublik China | 36,52 s | 36,520 |
| 09    | Sven Kramer          | Niederlande         | 36,54 s | 36,540 |
| 10    | Jan Szymański        | Polen               | 36,57 s | 36,570 |
|       |                      |                     |         |        |
| 23    | Patrick Beckert      | Deutschland         | 38,13 s | 38,130 |
| 24    | Moritz Geisreiter    | Deutschland         | 38,57 s | 38,570 |

#### 5000 Meter
| Platz | Name                  | Land        | Zeit        | Punkte |
| ----- | --------------------- | ----------- | ----------- | ------ |
| 01    | Sven Kramer           | Niederlande | 6:14,13 min | 37,413 |
| 02    | Sverre Lunde Pedersen | Norwegen    | 6:16,89 min | 37,689 |
| 03    | Jan Blokhuijsen       | Niederlande | 6:17,80 min | 37,780 |
| 04    | Ted-Jan Bloemen       | Kanada      | 6:19,84 min | 37,984 |
| 05    | Patrick Beckert       | Deutschland | 6:21,36 min | 38,136 |
| 06    | Alexis Contin         | Frankreich  | 6:23,60 min | 38,360 |
| 07    | Andrea Giovannini     | Italien     | 6:25,70 min | 38,570 |
| 08    | Håvard Bøkko          | Norwegen    | 6:27,97 min | 38,797 |
| 09    | Simen Spieler Nilsen  | Norwegen    | 6:30,52 min | 39,052 |
| 10    | Nicola Tumolero       | Italien     | 6:33,50 min | 39,350 |
|       |                       |             |             |        |
| 13    | Moritz Geisreiter     | Deutschland | 6:35,01 min | 39,501 |

#### 1500 Meter
| Platz | Name                  | Land        | Zeit        | Punkte |
| ----- | --------------------- | ----------- | ----------- | ------ |
| 01    | Sverre Lunde Pedersen | Norwegen    | 1:46,24 min | 35,413 |
| 02    | Konrad Niedźwiedzki   | Polen       | 1:46,84 min | 35,613 |
| 03    | Sven Kramer           | Niederlande | 1:47,05 min | 35,683 |
| 04    | Jan Szymański         | Polen       | 1:47,34 min | 35,780 |
| 05    | Bart Swings           | Belgien     | 1:47,47 min | 35,823 |
| 06    | Jan Blokhuijsen       | Niederlande | 1:47,66 min | 35,823 |
| 07    | Haralds Silovs        | Lettland    | 1:47,67 min | 35,890 |
| 08    | Zbigniew Bródka       | Polen       | 1:47,74 min | 35,913 |
| 09    | Sergei Grjaszow       | Russland    | 1:47,77 min | 35,923 |
| 10    | Håvard Bøkko          | Norwegen    | 1:47,93 min | 35,976 |
|       |                       |             |             |        |
| 19    | Patrick Beckert       | Deutschland | 1:49,38 min | 36,460 |
| 23    | Moritz Geisreiter     | Deutschland | 1:52,05 min | 37,350 |

#### 10.000 Meter
| Platz | Name                  | Land        | Zeit         | Punkte |
| ----- | --------------------- | ----------- | ------------ | ------ |
| 01    | Sven Kramer           | Niederlande | 13:07,19 min | 39,359 |
| 02    | Jan Blokhuijsen       | Niederlande | 13:10,92 min | 39,546 |
| 03    | Sverre Lunde Pedersen | Norwegen    | 13:11,83 min | 39,591 |
| 04    | Håvard Bøkko          | Norwegen    | 13:19,25 min | 39,962 |
| 05    | Ted-Jan Bloemen       | Kanada      | 13:21,91 min | 40,095 |
| 06    | Patrick Beckert       | Deutschland | 13:27,15 min | 40,357 |
| 07    | Andrea Giovannini     | Italien     | 13:32,05 min | 40,602 |
| 08    | Konrad Niedźwiedzki   | Polen       | 14:11,76 min | 42,588 |